# Samurai Jack
Samurai Jack ist eine US-Zeichentrickserie von Genndy Tartakovsky, die von 2001 bis 2004 auf Cartoon Network gezeigt wurde. 2017 erfolgte auf Adult Swim die Ausstrahlung der fünften und letzten Staffel. Dort werden die Vorgängerepisoden zudem unzensiert gezeigt.

## Inhalt
Die Serie handelt von dem Samurai Jack, der als Prinz im feudalen Japan geboren wird. Im Alter von nur acht Jahren muss Jack mit ansehen, wie ein riesiger, pechschwarzer Yōkai namens Aku den kaiserlichen Palast und die umliegende Stadt zerstört und niederbrennt. Vor zehn Jahren hatte Jacks Vater Aku versehentlich beschworen. Der Kaiser konnte Aku mit Hilfe eines heiligen Katanas zunächst besiegen, bei einer totalen Sonnenfinsternis wurde Aku jedoch wieder befreit. Jacks Vater versucht nun, Aku erneut mit seinem Katana anzugreifen, doch der Yōkai kann den Kaiser diesmal gefangen nehmen. Jack wird von seiner Mutter in Sicherheit und außer Landes gebracht, sie selbst flieht nach Nepal und versteckt das Schwert in einem buddhistischen Shaolin-Kloster.
Unterdessen reist Jack um die Welt und wird in verschiedensten Ländern in ebenso verschiedenen Kampfkünsten unterrichtet. Nach vielen Jahren, als er ein junger Erwachsener ist, reist Jack zu seiner Mutter und lässt sich von ihr das heilige Schwert aushändigen. Danach kehrt Jack nach Japan zurück, wo er feststellen muss, dass sein Vater und das gesamte Volk von Aku versklavt wurden und nun in Kristallminen unter menschenunwürdigen Bedingungen schuften muss. Jack begibt sich umgehend zu Aku und es kommt zum ersten Showdown. Gerade als Aku in einer misslichen Lage ist und Jack ihm den Gnadenstoß versetzen will, wirkt Aku einen mächtigen Zeitzauber, welcher Jack in die Zukunft versetzt.
Die Zukunft wird von Hightech dominiert und ist nun überwiegend von Humanoiden und anthropomorphen Monstern bevölkert. Jack erleidet zunächst einen Kulturschock. Außerdem hat Aku dank seiner gottgleichen Kräfte die komplette Erde unterjocht. Auch andere bewohnte Planeten hat er zwischenzeitlich unterworfen, ausgebeutet und zerstört, was die Anwesenheit der vielen außerirdischen Wesen erklärt. Die meisten von ihnen sind Vertriebene und Überlebende, denen Aku auf der Erde „Asyl gewährt“, unter der Bedingung, dass sie ihm als Gegenleistung hörig sind und ihn verehren. Zum Glück stößt Jack auf gutherzige Menschen und Wesen, die sich im Verborgenen gegen Aku auflehnen und Jack von mächtigen Zeitportalen berichten. Diese sollen rings um den Globus verteilt sein und mit ihrer Hilfe könnte Jack in die Vergangenheit zurückkehren. Sofort macht sich Jack auf eine abenteuerliche Reise um die Welt, um die Zeitportale zu finden. Unterdessen erfährt Aku, dass Jack nicht nur überlebt hat, sondern – quasi als Nebenwirkung des Zeitzaubers – nicht mehr altert. Diesmal ist es Aku, der einen Schock erleidet, und er wird sogar depressiv. Denn egal, mit welchen Betrügereien, Intrigen und Fallen er auch aufwartet, Jack kann ihn jedes Mal zurückschlagen. Selbst die begabtesten Meuchelmörder und Kopfgeldjäger, die Aku gegen Jack aussendet, scheitern kläglich.
In der 5. Staffel verliebt sich Jack in eine ehemalige Meuchelmörderin und Ninja namens Ashi, mit der er bis zu Aku vordringen kann. Da offenbart sich, dass Ashi aus der Magie von Aku geboren worden war und damit quasi seine „Tochter“ ist. Doch sie stellt sich gegen Aku und Jack kann den Yōkai endlich vernichten. Ashi nutzt ihre Kräfte, um denselben Zeitzauber zu wirken, der Jack dereinst in die Zukunft beförderte. Beide reisen zurück ins 19. Jahrhundert, doch Ashi zahlt einen teuren Preis dafür: Ohne Aku hätte es sie nämlich nie gegeben und so löst sie sich vor Jacks Augen in Nichts auf.

## Charaktere

### Protagonisten
Jack
Ist der Protagonist der Serie. Sein Name ist ein Pseudonym, das ihm eigentlich erst von begeisterten Rebellen und "Fans" von ihm in der Zukunft verliehen wird. Sein wahrer Geburtsname wird verschwiegen. Jack ist 1,78 m groß, athletisch gebaut und hat kinnlange, schwarze Haare, die er sich nach japanischer Tradition zu einem kleinen, hoch abstehenden Pony zusammengesteckt hat. Während der 3. und 4. Staffel durchlebt er eine depressive Phase und "verwildert", sodass ihm eine wilde Mähne und ein langer Vollbart wachsen. Die meiste Zeit der Serie trägt Jack einen weißen Kimono mit schwarzem Gurt, einen großen Reishut und Getas. Als Waffe führt er ein heiliges Katana. Jack ist jedoch ein unübertroffener Waffen- und Karatekämpfer und kann praktisch jedes Werkzeug und jede Waffe im Kampf nutzen. Obwohl Jack in der Serie als "Samurai" bezeichnet wird, entsprechen sein Lebensstil und seine Kampfeinstellung eher dem eines Rōnin. Vom Charakter her ist Jack ruhig, besonnen, etwas misstrauisch, aber hilfsbereit und aufrichtig und geht mit den meisten Gefahrensituationen eher abwartend-passiv um. Er rettet jeden, der in Not gerät und wird deshalb bald weltweit als Held gefeiert.
Ashi
Sie ist eine von sieben "Töchtern des Aku". Die oberste Priesterin der Akusekte ist tatsächlich ihre leibliche Mutter. Bei Aku kann nicht wirklich von "Vaterschaft" gesprochen werden, denn die Schwangerschaft erfolgte, nachdem die Oberpriesterin eine magische Substanz von Aku getrunken hatte (aktiven Geschlechtsverkehr gab es also nicht). Ashi wird zunächst gnadenlos in den Kampf- und Waffenkünsten ausgebildet, immer wieder wird ihr eingetrichtert, Jack sei böse und wolle Akus Welt zerstören. Doch in Ashi überwiegt das Gute und sie lernt, die monotonen Doktrinen ihrer Sekte zu hinterfragen. Zunächst versucht sie noch, Jack zu ermorden, entdeckt jedoch bald, dass sie getäuscht wurde. Sie reist selbst um die Welt und wird von den Menschen, die Jack getroffen und näher kennengelernt haben, überzeugt. Als sie Jack wiedersieht, muss sie ihn aus einer misslichen Lage befreien. Die beiden verlieben sich ineinander und Ashi hilft Jack, in dessen Zeit zurückzukehren. Leider bedeutet dies ihr Ende, denn ohne den zukünftigen Aku hätte sie nie existiert.
Der Schotte
Auch sein richtiger Name wird nie verraten. Er ist ein sehr großer, muskulöser Schotte mit Schnauzbart und Halbglatze. Seine Haare sind fuchsrot. Er gibt sich großspurig und vorlaut, ist aber hilfsbereit und ehrlich. Er ist ganz traditionell in Kilt und Schottenhemd gekleidet. Als Waffe dienen ihm ein Schwert, ein magischer Dudelsack und ein Maschinengewehr, das ihm als Beinprothese dient. Der Schotte ist mit einer äußerst korpulenten und cholerischen Frau verheiratet, es ist offensichtlich, dass sie zuhause die Hosen anhat. Als der Schotte im Greisenalter Aku gegenübertritt, hat er nicht weniger als 28 Töchter im Schlepptau, die sich allesamt zu Kämpferinnen haben ausbilden lassen. Als Aku den Schotten tötet, kehrt dieser als mächtiger Geist zurück und verhilft Ashi und Jack zum Triumph.

### Antagonisten
Aku (悪; dt. "(das) Böse"; "(das) Übel")
Akus genaue Herkunft wird nicht verraten, bekannt ist nur, dass er aus dem Fragment einer formlosen, pechschwarzen Masse geschaffen wurde. Die schwarze Masse (als „das Urböse“ bezeichnet) reist seit Äonen durch das Weltall und sucht Planeten heim, um sie wie ein Parasit auszubeuten. Sie wird von den Göttern Râ, Vishnu und Odin aufgespürt und bekämpft. Als es für das Urböse schlecht aussieht, entsendet dieses einen Teil von sich selbst zur Erde, schlägt dort als Meteor auf und verdirbt die Region, in der es niederging. Millionen von Jahren später schlummert es noch immer in einer giftigen Bitumenquelle, wird aber ausgerechnet von Jacks Vater versehentlich befreit: als der Kaiser versucht, die Bitumenquelle rituell zu reinigen, wird das Böse darin befreit, erwacht und erlangt ein Bewusstsein, sowie eine eigenständige Persönlichkeit. Das Wesen fährt in eine riesige, uralte Fichte hinein und zeigt sich nun als baumartiger Yōkai mit grimassenhaftem Gesicht. Dieses spezielle Gesicht entspricht einer sogenannten Hannyamaske: große Kulleraugen, vorstehende Eckzähne, Plattnase und grüne Haut. Seine Augenbrauen bestehen aus rubinroten Flammen, auch sein Ziegenbart besteht aus Feuer. Von seinem Kopf gehen sechs kantige Auswüchse aus, was sein baumartiges Äußeres unterstreicht. Als der Kaiser verstört fragt, wie der Yōkai heiße, antwortet das Wesen mit den Worten: „Ich bin Aku, der Shōgun des Kummers, der Überbringer der Dunkelheit, Euer neuer Herrscher.“
Aku ist alterlos und seine Bosheit kennt keine Grenzen, er besitzt nahezu gottgleiche Kräfte. Er wirkt auf den ersten Blick einfältig und eher drollig, unterstrichen wird dieser Eindruck durch seine Stimme, die besonders im englischen Original bräsig, träge und leicht lallend klingt. Er ist ein begnadeter Gestaltwandler und Stimmenimitator, allerdings scheint es Grenzen zu geben: selbst in fremder Gestalt bleiben seine grüne Haut, sein grimassenhaftes Grinsen und seine feurigen Augenbrauen erhalten. Auch kann er sein gedehntes Lachen nicht ändern. Aku ist nahezu unantastbar: Er kann zum Beispiel abgefeuerte Pfeile aufsaugen und über seine riesigen Hände wieder auf seine Angreifer zurückfeuern. Des Weiteren kann er mit seinen Augen Hitzestrahlen entsenden. Er ist außerdem in der Lage, jede ihm zugefügte Wunde sofort wieder zu schließen. Die einzige Ausnahme ist Jacks Katana, dass ihm sehr wohl großen Schaden zufügen kann.
Im Verlauf der Serie entwickelt Aku eine regelrechte Besessenheit gegenüber Jack, jahrzehntelang sucht er erfolglos nach einer Möglichkeit, den Samurai loszuwerden. Aku wird sogar depressiv, als Jack nicht mal mehr altert und scheinbar einfach nicht unterzukriegen ist. Einen kleinen Hoffnungsschimmer erlebt Aku, nachdem es ihm gelungen ist, die Zeitportale zu zerstören, sodass Jack zunächst wirklich in der Zukunft festsitzt. Als er entdeckt, dass Ashi aus seiner magischen Körpersubstanz gezeugt wurde, ergreift er umgehend Besitz von ihr und zwingt sie dazu, Jack anzugreifen. Das Vorhaben misslingt, weil Aku von einer riesigen Armee aus Widerstandskämpfern attackiert wird und Ashi schließlich das Böse in ihr endgültig bezwingt. Die Serie endet mit Akus Vernichtung durch Jacks Katana.
Scaramouche
Ist ein Android in Samurai-Outfit, der von Aku erschaffen wurde. Er ist vorlaut, kess und spricht in einem starken Slang, der den 1980er Jahren entspricht (er spricht zum Beispiel fast jeden mit "Babe" und "Kumpel" an). Scaramouche nutzt als Waffen eine magische Querflöte und seinen Gesang. Durch Gesang und Flötenspiel kann er Gegenstände und Leichname animieren und telekinetisch fernsteuern. Auf Lebewesen hat seine Magie allerdings keinen direkten Einfluss. Er kann Jack schwer zusetzen, wird aber bis auf seinen Kopf zerstört. Aku stellt ihn jedoch wieder her, als Scaramouche berichtet, Jack habe sein Katana verloren. Bei der letzten großen Begegnung mit Jack und Ashi muss Aku jedoch feststellen, dass Jack sein Schwert wiedergefunden hat. Missmutig jagt Aku den armen Scaramouche in die Luft.
Kult des Aku
Der Kult des Aku ist eine gefährliche Sekte, die ausnahmslos aus weiblichen Mitgliedern besteht. Die genaue Mitgliederzahl schwankt innerhalb der Serie und ist daher nicht festzulegen. Die oberste Priesterin trinkt eine magische Substanz, die Aku der Sekte überlassen hatte und wird daraufhin mit Siebenlingen schwanger. Alle Babys sind weiblich und sie werden als "Töchter des Aku" gnadenlos zu Assassinen ausgebildet. Sie sollen Jack aufspüren und ermorden. Doch Jack kann sie in rascher Abfolge töten, was ihn in tiefste Depressionen stürzt. Einzig Ashi überlebt und sie und Jack werden später für sehr kurze Zeit ein Paar. Als die Oberpriesterin davon erfährt, greift sie Jack und Ashi an und wird von ihrer eigenen Tochter im Zweikampf getötet.

## Veröffentlichungen
Die Serie wurde erstmals vom 10. August 2001 bis zum 25. September 2004 auf dem Sender Cartoon Network ausgestrahlt. Jedoch wurden nicht alle Folgen gesendet. Die letzten Folgen wurden in mehreren Sondersendungen des Formats Toonami gesendet. Warner Home Video veröffentlichte die Serie in den USA auf DVD.
Im Jahr 2007 wurde die Serie in Deutschland von Cartoon Network gesendet.

### Synchronisation
Bis zur vierten Staffel produzierte das Unternehmen Blackbird Music (Berlin) die deutsche Synchronfassung von Samurai Jack, unter der Dialogregie und nach einem Buch von Hans-Jürgen Dittberner. Die Synchronisation der fünften Staffel unterlag dem Tonstudio SDI Media (Berlin) und der Dialogregie von Tatjana Kopp.
Außer dem Scotsman, der in vier Folgen einen Auftritt hat, treten bis zum Ende der vierten Staffel nur Samurai Jack und Aku regelmäßig auf.
| Charakter    | Englischer Synchronsprecher                                | Deutscher Synchronsprecher                                |
| ------------ | ---------------------------------------------------------- | --------------------------------------------------------- |
| Samurai Jack | Phil LaMarr                                                | Tobias Kluckert                                           |
| Aku          | Makoto Iwamatsu (Staffel 1 bis 4) Greg Baldwin (Staffel 5) | Ernst Meincke (Staffel 1 bis 4) Kaspar Eichel (Staffel 5) |
| Ashi         | Tara Strong                                                | Marieke Oeffinger                                         |
| Scaramouche  | Tom Kenny                                                  | Rainer Fritzsche                                          |
| Scotsman     | John DiMaggio                                              | Thomas Wolff                                              |
| Rothchild    | Rob Paulsen                                                | Hans-Jürgen Dittberner                                    |

## Videospiele
Es erschienen zwei Videospiele zur Serie. Samurai Jack: The Amulet of Time wurde produziert für die Konsole Game Boy Advance, Samurai Jack: The Shadow of Aku für GameCube und PlayStation 2. Außerdem existieren mehrere Internetspiele zur Serie auf der Website von Cartoon Network.

## Auszeichnungen
Vier Folgen der Serie erhielten 2002, 2003 und 2004 einen Emmy Award. Zwei weitere Folgen wurden für diesen Preis nominiert.